# Малаяли
Малая́ли (малаяльцы; малаял. മലയാളി, англ. Malayali, Malayalee) — народ в Индии, основное население штата Керала. Небольшими группами живут и в соседних странах. Язык — малаялам, южной группы дравидской языковой семьи, использует одноимённую письменность на основе грантха. Язык сложился в XVI в. Численность — более 35 миллионов. Конфессиональная принадлежность — индуисты, христиане, мусульмане.

## Происхождение
По антропологическому типу малаяли относятся в основном к южноиндийскому подтипу мезоиндийского типа. У некоторых каст присутствуют веддоидные черты.
В I тысячелетии до н. э. малаяли входили в состав государства Чера. В средние века территория его неоднократно распадалась, и раздробленность сохранялась долго. В XVII—XVIII веках на территории малаяли сформировались княжества Траванкор, Кочин и Малабар. В 1956 году образован единый штат Керала на основе общности языка.

## Социальная организация
Традиционная семья до середины XX в. у высших и средних каст — большая материнская (тарвад). Поселение — матрилокальное. Юридически отцами детей считались дядья по матери (авункулат). Счет родства — матрилинейный. Встречается полиандрия (многомужество). На юге штата Керала семья — патриархальная (под влиянием тамилов). Сейчас большие семьи распадаются.

## Быт
Основные занятия — пашенное земледелие (культуры — рис, маниок, бобовые, чай, кофе, огородные культуры). На равнинах земледелие — поливное, в горах — богарное. Развито садоводство (манго, бананы), культивируется гевея (каучуконос), кокосовая пальма, развито скотоводство (крупный и мелкий рогатый скот, птица). Развито рыболовство.
Ремесла: изготовление лодок, рыболовных орудий (сети, верши, остроги), плетение из кокосового волокна, резьба по дереву и слоновой кости, серебряные изделия.
Поселения — непрерывная застройка, одна деревня часто переходит в другую.
Жилище — зависит от касты владельца. Представители высших каст имеют деревянные сырцовые дома, 2-этажные, многокамерные, с двухскатной черепичной крышей. Двор и дом окружены высоким каменным забором, там расположены молельня, колодец, хозяйственные постройки. У крестьян — 1-этажный, саманный, одно-двух- камерный дом, крытый пальмовыми листьями, с окнами, с деревянными решетками.
У бедных — хижины часто из бамбука и пальмовых циновок, с бамбуковым каркасом.
Отличительная черта архитектуры малаяли — приподнятые углы крыш и высокие гребни над коньком.
Одежда — у мужчин — лунги, у женщин — сари, или лунги с блузой.
Пища — каши, лепешки, молочные продукты, пряности, рыба, моллюски.

## Духовная культура
Древние народные культы — богинь-матерей, предков, священных змей. Отправление культов сопровождалось прежде жертвоприношениями, ритуальными плясками, пантомимами.
Главный праздник — онам, сбор урожая, приходится на август, сентябрь.
Для фольклора малаяли характерны танцевально-драматические представления на мифологические сюжеты. Известен народный театр катхакали.
В настоящее время около 23 % малаяли христиане, 20 % — мусульмане (мопла), остальные — индуисты (шиваиты и вишнуиты) и придерживающиеся традиционных верований